# صبار نجمي رأس المدوسة
صبار نجمي رأس المدوسة (الاسم العلمي:Astrophytum caput-medusae) هو نوع من النباتات يتبع جنس الصبار النجمي من الفصيلة الصبارية.
اسم هذا النوع مشتق من شكله الذي يشبه الكائن الأسطوري المدوزا أو المدوسة التي لها رأس يتفرع منه أفاعي عديدة.